# Épinay-sous-Sénart
Épinay-sous-Sénart è un comune francese di 12 437 abitanti situato nel dipartimento dell'Essonne nella regione dell'Île-de-France.

## Origini del nome
Il nome della città avrebbe un'origine gallo-romana: spinolaïum, dal latino spina che significa "spina", "cespuglio di spine".
Spina potrebbe anche riferirsi alla testa della curva di un fiume. Questo è il caso di Epinay, situata in uno dei meandri del fiume Yerres. Sono documentate le forme
Spinolium nel 637, Espinolium nel 1298, Espinoletum Sanctae Genovefae  nel XIII secolo. Tra il XVI e il XVII secolo, la città portò il nome di Epinay-sur-Hières, in riferimento al fiume, prima di prendere il nome di Epinay-en-Brie nel XVIII secolo.
Il comune venne ufficialmente istituito nel 1793 e il nome definitivo di Épinay-sous-Sénart, con riferimento alla foresta nazionale di Sénart, venne adottato con una legge del 1801.

## Storia
Dal IX secolo fino alla metà del XVIII secolo, la fattoria e le terre di Epinay appartenevano alla congregazione religiosa dell'abbazia di Santa Genoveffa di Parigi.
Nel 1756, i Canonici regolari di Santa Genoveffa affittarono la loro terra al ricco imprenditore Jean Pâris de Monmartel (1690–1766), signore di Brunoy. Dopo la sua morte, suo figlio vendette la signoria e il contratto di locazione al conte di Provenza, futuro Luigi XVIII di Francia.
Per quasi 200 anni, Epinay-sous-Sénart continuò ad essere un piccolo insediamento rurale con terreni agricoli.
Dopo la seconda guerra mondiale, in Francia e soprattutto nella regione parigina, si ebbe una forte crisi abitativa. Nel 1958, le autorità pubbliche crearono le Zone di urbanizzazione prioritaria (Zone à urbaniser en priorité,  ZUP), tra le quali venne inclusa Epinay-sous-Sénart con un decreto del 9 marzo 1959. Il 28 settembre 1962, il Consiglio Comunale emise parere favorevole all'urbanizzazione della città. Nel 1963, quando iniziarono i lavori per l'operazione "Grand Ensemble Val d'Yerres", a Epinay-sous-Sénart vivevano meno di 900 persone ma già nel 1975, la città contava quasi 15 000 abitanti.

### Simboli
Lo stemma è stato adottato dal Comune il 1º aprile 1982. Lo scaglione ondato si riferisce alla posizione di Epinay-sous-Sénart su un'ansa del fiume Yerres. Il pastorale e la conocchia ricordano la presenza a Epinay dei genoveffani. Quest'ordine religioso fu, dal Medio Evo alla Rivoluzione francese, il più importante proprietario terriero della città.

## Società

### Evoluzione demografica
Abitanti censiti

## Amministrazione

### Gemellaggi
- Isernhagen, dal 1989
- Peacehaven, dal 1989